# グラディウス ポータブル
『グラディウス ポータブル』（GRADIUS PORTABLE）は、2006年2月9日にコナミ（現・コナミデジタルエンタテインメント）から発売された、PlayStation Portable専用ゲームソフト。グラディウスシリーズ5作品を収録。

## 概要
『グラディウス』（1985年）、『グラディウスII -GOFERの野望-』（1988年）、『グラディウスIII -伝説から神話へ-』（1989年）、『グラディウスIV -復活-』（1999年）のアーケードゲーム4作品に加えて、プレイステーションソフトとして発売された『グラディウス外伝』（1997年）の計5作品（実際は、『グラディウス』と『グラディウスII』はPS版『グラディウス DELUXE PACK』の、『グラディウスIII』と『グラディウスIV』はPS2版『グラディウスIII&IV -復活の神話-』をそれぞれ移植したものであり、この点では計3作品となる）を収録。
PS版やPS2版に移植された際に追加されたウェイトコントロール（処理落ちがかからないようにする設定）やエクストラゲーム（エクストラエディット等）の他に、当たり判定を小さくしたり、画面モードの変更も可能。グラディウスシリーズの特徴であるパワーメーターによるパワーアップにおいて、初心者向けに『パロディウス』シリーズに搭載されていたパワーアップのセミオートモードが追加されている。
また、携帯ゲーム機ということで、どこでも中断できるようにゲームプレイ中のセーブ、ロード機能も搭載されている。ゲームプレイ中にL、R、セレクト、スタートボタンを同時押しすることで強制的にゲームセレクト画面に戻ることができる。
「ギャラリー」では収録作品全てと、X68000版『グラディウス』、『グラディウスII』のゲーム音楽が聞ける「ミュージック」と『グラディウス デラックスパック』、『グラディウス外伝』、『グラディウスIII&IV -復活の神話-』に収録されていた動画を観ることができる機能「ムービー」がある。しかし、ミュージックでのリピート機能は継ぎ目の無いループ再生ではなく、曲が完全に終了してから、また最初から再生するというものであった（後に発売された『沙羅曼蛇 ポータブル』、『パロディウス ポータブル』、『ツインビー ポータブル』ではこの点は改良された）。また、『復活の神話』の『グラディウスIII』の動画が途中から最後までの収録となっており、完全版ではない。
このソフトに収録されている『グラディウスII』では1面の最初に入る「Destroy them all!」の音声が何故か削除されている。
本ソフトの広告ポスターにてゲーム中に使えるコナミコマンドが大々的に明かされた。

## 海外版
北米では2006年6月6日、欧州では2006年9月15日にグラディウスコレクション（GRADIUS COLLECTION）として発売された。その際、日本国内版から幾つか改良、変更がされている。以下その点を挙げる。
- ジャケットデザインの変更。ジャケット表面にて全て見えていた一番前のビックバイパーが、画像拡大によりトリミングされている。バランスを取るため、ゲームタイトルロゴの位置も下から上に変更となった。ジャケット裏面は完全にオリジナルデザインとなった。また、真っ白だったケースの中にも、イラストが印刷されている。ジャケット背面にあるゲームタイトルの表記がゲームタイトルロゴを再現したものとなっている。
- 説明書が表紙以外全てモノクロームになる。また、内容も隙間なく記載しているため、ページ数が減少。
- ボタンが×で決定、○でキャンセルするようになった。これは日本国外での標準機能である。そのため、一部ではコナミコマンドがLRボタンに置き換えられている。
- ゲームタイトル画面にあるセレクトにて、ゲームセレクト画面に戻る「MAIN TITLE」が「EXIT GAME」に変更。
- ゲームをポーズした時に出るセレクトに「EXIT GAME」が追加され、これを選択することでボタンを同時押ししなくてもゲームセレクト画面に戻れるようになった。
- 『グラディウスII』の1面での「Destroy them all!」の音声を再現。
- 『グラディウスIII』の4面で処理落ちがかからなくなった。
- 『グラディウス外伝』のゲーム全般の色調が若干明るくなり、見易くなった。
- 『グラディウス外伝』で自機を選択する際、機種の名前の音声が出なくなった。
- 『グラディウス外伝』の一部の敵を倒した際のフェードアウトがPS版同様に滑らかに行われる。
- ギャラリーのミュージックのリピート機能が改善され、フェードアウトなしでループ再生できるようになった。しかし一部の曲では、後半で微妙に音階が上がっているのに、前半のみをループするようになっているものがある。
- ギャラリーのムービーにて『復活の神話』の『グラディウスIII』の動画を完全収録。
- 欧州ではイタリア語版とドイツ語版も販売されている。

## 攻略本
グラディウス ポータブル 公式ガイド 〜レジェンド オブ I・II・III・IV・外伝〜
2006年3月9日発売、ISBN 4861551110
『グラディウスポータブル』に収録されているグラディウスI～IV、外伝の攻略本として使えるだけでなく、元『ゲーメスト』編集長石井ぜんじのコラムや、全作品の開発者インタビュー、設定資料、企画書も同時に収録されている。カバーは表がポータブル版のイラスト、裏表紙がグラディウスI～IVのイラストになっているが、カバーを取るとグラディウスの空中戦、第一ステージBGMなどの楽譜が掲載されている。